# Turok 3: Shadow of Oblivion
Pour les articles homonymes, voir Turok.
Turok 3: Shadow of Oblivion est un jeu vidéo de tir à la première personne sorti en 2000 sur Nintendo 64 et Game Boy Color. Le jeu a été développé et édité par Acclaim.
Le jeu fait partie de la série Turok.

## Système de jeu
Les versions Nintendo 64 et Game Boy Color sont différentes.
Sur Game Boy Color, Turok 3 est un jeu d'action / plate-forme édité par Acclaim mais produit par Bit Managers. C'est un jeu d'action / plate-forme. En plus des déplacements à pied, chaque niveau offre la possibilité de piloter des véhicules différents (hors bord, tank, jeep).
Sur Nintendo 64, le jeu est édité et développé par Acclaim. C'est un jeu de tir à la première personne comme les versions précédentes, mais en plus scriptés. Lors du début du jeu, le joueur devra choisir entre deux personnages. Chaque personnage aura des capacités, des accessoires et des évolutions d'armes différentes. Ce qui faisait qu'un niveau, en fonction du personnage, était parcouru différemment.
Il se voulait être le chapitre final de la saga sur cette console. Au lieu de retrouver des dinosaures, le joueur doit combattre face à des êtres hideux et difformes. Il est composé de 5 niveaux et de 23 armes. Il dispose aussi d'un mode multijoueur.

## Histoire du jeu sur Nintendo 64
Le Turok du 2eme jeu, c'est-à-dire Joshua Fireseed, fait un cauchemar où il est tué alors qu'il tente de libérer un enfant emprisonné. Se réveillant en sursaut chez lui, il verra que son rêve est prémonitoire. Des soldats d'Oblivion, le nouvel ennemi du jeu, sont chez lui pour l'exécuter.
Après un combat héroïque, il sacrifiera sa vie pour sauver celles de Danielle et Joseph, qui sont sa femme et son frère.
Dans leur fuite, Danielle et Joseph verront leur véhicule, un pick-up, percuté par un monstre qui sera éliminé in extremis par Adon.
Adon leur apprendra qu'ils sont désormais les héritiers de Joshua et devront reprendre le flambeau de gardien. Ainsi commence le jeu…
Le 24 août 2023, Night dive studio a publié une bande annonce d'une version remasterisé du jeu vidéo en version 4K disponible à partir du 30 Novembre 2023 sur Nintendo Switch, PlayStation 5 et Xbox X|S.